# اتینه کینسینگر
اتینه کینسینگر (به انگلیسی: Etienne Kinsinger؛ زادهٔ ۸ سپتامبر ۱۹۹۶) یک کشتی‌گیر فرنگی‌کار اهل آلمان است. وی سابقه حضور در المپیک ۲۰۲۰ توکیو را دارد.